# Krukt vicoopsae
Krukt vicoopsae är en spindelart som beskrevs av Raven och Kylie S. Stumkat 2005. Krukt vicoopsae ingår i släktet Krukt och familjen Zoropsidae.
Artens utbredningsområde är Queensland. Inga underarter finns listade i Catalogue of Life.